# Sveio
Sveio es un municipio en el condado de Hordaland, Noruega. Se encuentra en el distrito tradicional de Haugaland y tiene una población de 5509 habitantes según el censo de 2015.

## Ubicación
Geográficamente, Sveio está situado en la península de Haugaland. Su centro administrativo es el pueblo de Sveio. Sveio fue separado de Finnås en 1861. Vikebygd fue separado de Sveio el 1 de enero de 1902. Valestrand (y la parte occidental de Vikebygd) se fusionaron de nuevo en Sveio el 1 de enero de 1964.

## Nombre
El municipio (originalmente parroquia) se nombró así después de la granja Sveio (en nórdico antiguo Sviða), ya que la primera iglesia fue construida allí. El nombre es idéntico a la palabra sviða que significa una "compensación hecha por la quema". Antes de 1912, el nombre era escrito como Sveen.

## Puntos de interés
Sveio era el sitio del faro Ryvarden en Ryvardsneset, que ahora se convirtió en galerías de arte, el Flókemuseum y una cafetería. El compositor Fartein Valen vivió gran parte de su vida en Valevåg en el norte de Sveio. Valenheimen, la casa en que vivió, es abierto al público. El Festival de Fartein Valen se celebra anualmente en Sveio.

## Escudo de armas
El escudo de armas es de tiempos modernos. Se les fue concedido el 19 de febrero de 1982. Los brazos muestran una frol de lis cortada, un símbolo inusual, derivado de los brazos de Jon Gauteson de Sveio, que vivió alrededor del 1500. Fue el primero de su familia que se incorporaron en la nobleza de Noruega en 1591, al utilizar este símbolo.

## Residentes notables
- Grutle Kjellson, músico.
- Fartein Valen, compositor.
- May Britt Vihovde, político y exmiembro del Parlamento.
- Einar Økland, autor y poeta.
- Cecilie Pedersen, jugador de fútbol.